# 南頓郡
南顿郡，中国西晋时设置的郡。
春秋时期，顿国在陈国的压力下，南迁，号南顿。西汉设南顿县，在今河南省项城市西。西晋设南顿郡。刘宋帖治陈郡，号为陳南頓二郡。466年，被北魏占领。北魏恢复南顿郡的建置，北齐废除。
528年，南梁豫州刺史夏侯亶在北魏六镇之乱中围南顿，攻陈项。